# Crapartinella
Crapartinella — вимерлий рід тероцефалів. Він представлений одним видом, Crapartinella croucheri, який отримав назву від басейну Кару в Південній Африці в 1975 році. Crapartinella є єдиним евтеріодонтом, який, як відомо, має зуби сошника, примітивний стан серед чотириногих.